# Emmy Verhey
Emmy Verhey   (Amsterdam, 13 de març de 1949) és una violinista neerlandesa.
Verhey va prendre per primera vegada un violí als set anys i aviat va revelar els seus extraordinaris talents per a la música. Un nena prodigi, a l'edat de vuit anys va rebre classes d'Oskar Back i posteriorment va estudiar amb Herman Krebbers, Bela Dekany i Wolfgang Schneiderhan. El 1966 va ser finalista del Concurs Internacional Txaikovski de Moscou (el violinista guanyador va ser Victor Tretyakov) i Verhey va aconseguir el seu primer contracte discogràfic. Després de guanyar el Premi Nacional de Violí Oskar Back a Amsterdam el 1967, va obtenir una beca per estudiar violí durant un any amb David Óistrakh a Moscou. El 1971 va guanyar el Concurs Internacional de Música Tromp d'Eindhoven.
Verhey ha tingut una brillant carrera internacional i ha tocat amb importants batutes, com Riccardo Chailly, Bernard Haitink, Mariss Jansons, David Zinman, Jean Fournet i amb altres grans violinistes com Yehudi Menuhin, David Óistrakh o Ígor Óistrakh. Altres solistes amb els quals ha tocat són els pianistes Yuri Yegórov i Maria João Pires o el violoncel·lista János Starker`. El repertori de Verhey és molt ampli i abasta des d'obres barroques fins a música contemporània. Ha enregistrat música de, entre d'altres, dels compositors: Bach, Beethoven, Brahms, Diepenbrock, Dvořák, Mendelssohn, Mozart, Schubert i Txaikovski.
Verhey va ensenyar violí al Conservatori d'Utrecht entre 1983 i 2002. El 1991 va co-fundar la Camerata Antonio Lucio, una orquestra de corda el repertori de la qual inclou obres des del segle xviii fins a l'actualitat.

## Instruments
A finals de la dècada de 1970, Verhey va comprar un stradivarius de 1723 anomenat Earl Spencer(Comte Spencer); a finals de la dècada de 1990 va comprar un nou instrument, un guarneri de 1676 amb el qual actualment toca.